# Clupeonella
Clupeonella è un genere di pesci ossei di acqua marina, salmastra e dolce appartenenti alla famiglia Clupeidae.

## Distribuzione e habitat
Queste specie sono diffuse nell'area circostante il mar Nero e il mar Caspio.

## Specie
- Clupeonella abrau
- Clupeonella caspia
- Clupeonella cultriventris
- Clupeonella engrauliformis
- Clupeonella grimmi
- Clupeonella tscharchalensis[1]